# Le Moment de vérité (jeu télévisé)
Pour les articles homonymes, voir Le Moment de vérité.
Le Moment de vérité est un jeu télévisé animé par Patrice L'Écuyer et diffusé à Radio-Canada du 22 septembre 2007 au 19 décembre 2011.
Il s'agit d'une adaptation du concept japonais Happy Family Plan, diffusée dans quelques pays dont la Grande-Bretagne sous les titres The Moment of Truth et Celebrities Under Pressure et les États-Unis sous le titre The Big Moment avec Brad Sherwood sur ABC.